# Panorpa akasakai
Panorpa akasakai är en näbbsländeart som beskrevs av Syuti Issiki 1929. Panorpa akasakai ingår i släktet Panorpa och familjen skorpionsländor. Inga underarter finns listade i Catalogue of Life.